# Ralph Beard
Ralph Milton Beard Jr., född 2 december 1927 i Hardinsburg i Kentucky, död 29 november 2007 i Louisville i Kentucky, var en amerikansk basketspelare.
Beard gick i skola vid University of Kentucky och spelade för Kentucky Wildcats. Beard blev olympisk mästare i basket vid sommarspelen 1948 i London.